# Schienenverkehr in Sierra Leone
| 762 mm | 1067 mm |

Der Schienenverkehr von Sierra Leone beschränkt sich auf ein stillgelegtes privates Netz (Stand März 2020) von 120 Kilometer Länge. Sierra Leone verfügt seit 1974 über kein öffentliches Schienennetz mehr. Der Ausbau des Güterstreckennetzes ist geplant (Stand 2023).

## Geschichte

Congo Town-Brücke der Sierra Leone Mountain Railway (vor 1913)

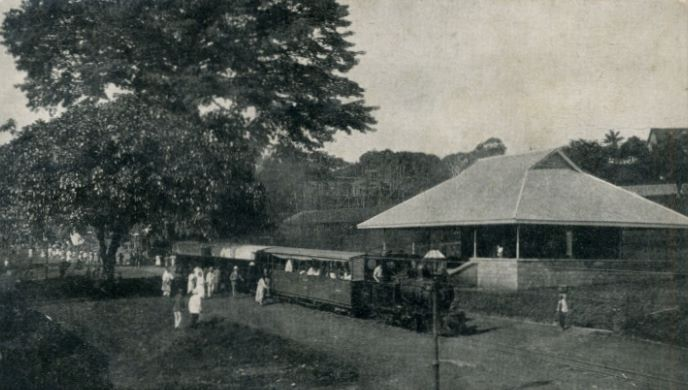
Historischer Bahnhof Cotton Tree in Freetown; heute das Nationalmuseum von Sierra Leone

Historische Moa-Brücke bei Daru

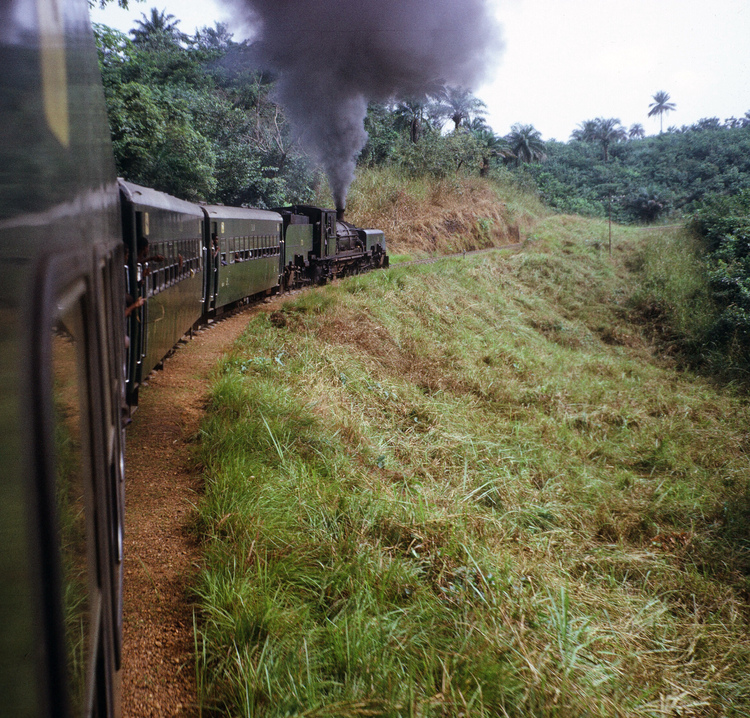
Zug in Sierra Leone (1970)

Bereits 1872 begannen die ersten Planungen für ein Schienennetz in der damaligen britischen Kolonie. Unter anderem wurde ein Anschluss an eine Trans-Sahara-Eisenbahn geplant.
Die Bauarbeiten für eine erste Bahnstrecke begannen 1896 und wurden bereits im März des Folgejahres abgeschlossen. Es handelte sich um eine von der Sierra Leone Government Railway betriebene, etwa 11 km lange Strecke von Freetown bis Wellington in der Spurweite von 762 mm. In den folgenden Jahren gab es sechs weitere Ausbaustufen:
- Waterloo, April 1898
- Songo, 1899
- Rotifunk, 1900
- Bo, 1903
- Baiima, 1905
- Pendembu, 1907
- Nebenlinien bis Makeni, in 1914
- Verlängerung der Nebenlinie bis Kambai; 1930 zurückgebaut

Zudem gab es zwischen 1903 und 1929 eine etwa 9 km lange Strecke vom Cotton Tree im Zentrum Freetowns zur Hill Station im gleichnamigen Stadtteil. Die Bahn trug den Namen „Mountain Railway“. Sie diente vor allem reichen Bewohnern als Transportmittel von ihrer bevorzugten Wohnlage in die Stadt.
Weitere Kurzstrecken ohne Nutzung von Zugfahrzeugen bestanden vermutlich Anfang des 20. Jahrhunderts unter anderem im Hafen Freetown.
Die staatliche Eisenbahngesellschaft Sierra Leone Government Railway stellte den Betrieb ihres Netzes nach 77 Jahren 1974 ein. Es verband Freetown, Bo, Kenema und Daru. Eine Nebenlinie führte nach Makeni.

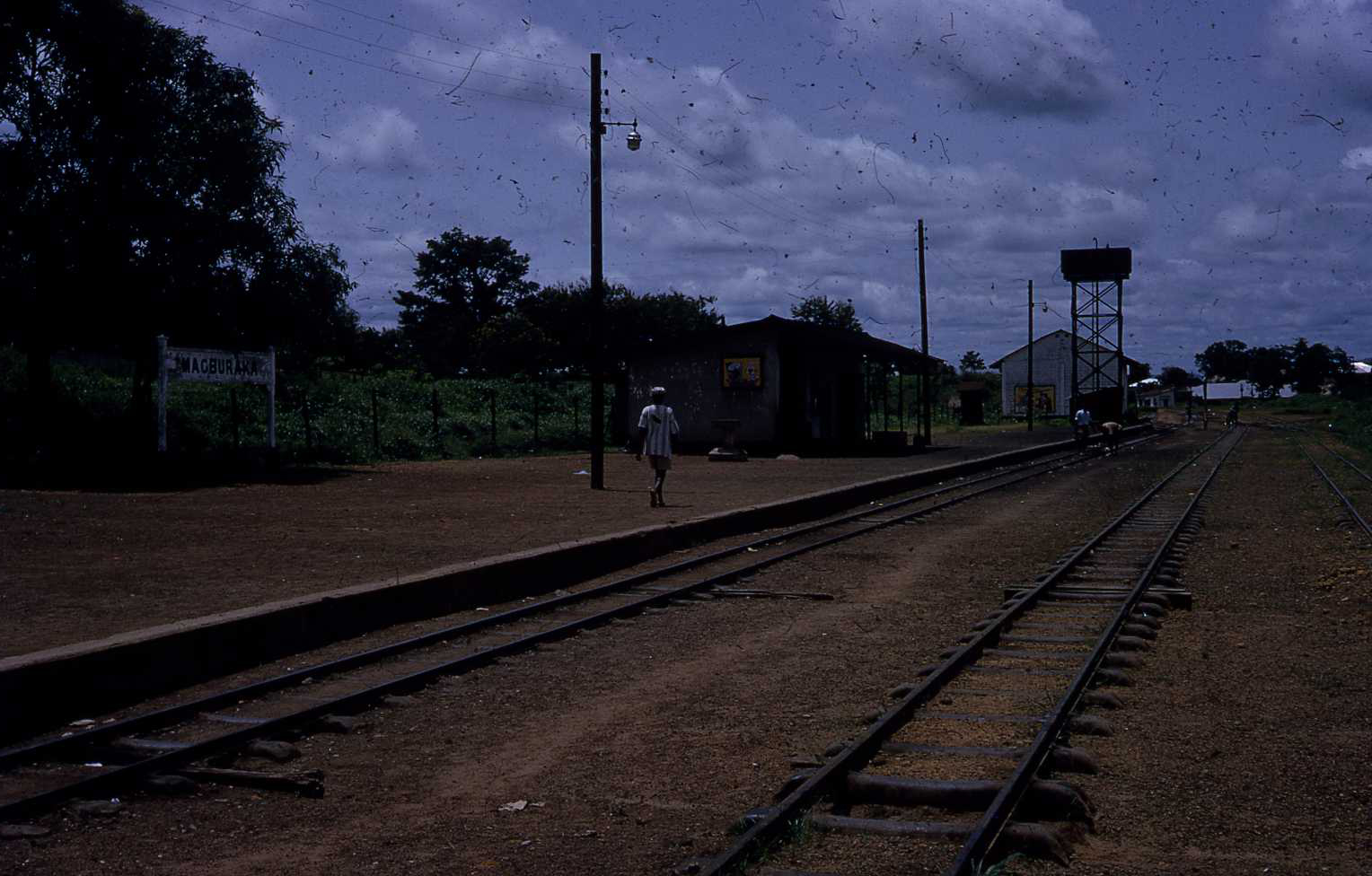
Ehemaliger Bahnhof in Magburaka

Die zwischen 1933 und 1975 von der Sierra Leone Development Corporation Railway betriebene Strecke in Kapspur (1067 mm) von Marampa zum Industriehafen Pepel wurde von 2011 bis 2015 erneut genutzt. Sie hat eine Länge von 74 Kilometer. Seit 2009 wurde sie von der Bergbaugesellschaft African Minerals erneuert und um 126 Kilometer verlängert.
Von 2021 bis 2023 wurde das Schienennetz durch die chinesische Kingho Railway and Port Company betrieben. Der Vertrag soll Anfang 2023 zu Gunsten der ARISE Integrated Industrial Platforms Limited gekündigt worden sein. Drei Monate später gab Kingho jedoch eine Investition von 153 Millionen US-Dollar unter anderem für den Ausbau des Schienennetzes bekannt.

## Betrieb
Auf der gesamten Streckenlänge verkehrten Güterzüge und Personenzüge als Express oder Normal. Mehr als 10.000 Menschen sollen von der Bahn beschäftigt worden sein.
1923 beschaffte die Bahn einen Salonwagen, den vorzugsweise der Gouverneur der Kolonie nutzen sollte.

## Schienennetz
Ursprünglich gab es 49 Stationen auf drei Bahnstrecken mit einer Gesamtlänge von etwa 600 Kilometer.
- Bahnstrecke Freetown–Bauya
  - Water Street
  - Dove Court
  - Cline Town
  - Fisher Lane
  - Kissi
  - Wellington
  - Allen Town
  - Hastings
  - Rokel
  - Waterloo
  - Newton
  - Songo
  - Mabang
  - Bradford
  - Rotifunk
  - Bauya

- Bahnstrecke Bauya–Makeni
  - Bauya
  - Malachi
  - Nwala
  - Mabinti
  - Matsuri
  - Makasi
  - Mate
  - Mafuma
  - Yonibana
  - Masuba
  - Magbolo
  - Masang
  - Magbass
  - Magburaka
  - Makeni

- Bahnstrecke Bauya–Pandembu
  - Bauya
  - Yoyema
  - Moyamba
  - Levuma
  - Kangahun
  - Mogbaseke
  - Mano
  - Tabe
  - Kondiama
  - Bo
  - Gerihun
  - Yamandu
  - Baoma
  - Blama
  - Kenema
  - Hangh
  - Komende
  - Segbwema
  - Daru
  - Baima
  - Pandembu

## Planung
Die Errichtung einer weiteren Strecke durch das chinesische Unternehmen Kingho Energy Group zwischen der Bergbauregion Tonkolili und dem Küstenort Sulima auf einer Strecke von 250 Kilometer war seit 2013 geplant. Das Projekt wurden nicht realisiert, nachdem sich das Unternehmen Ende 2018 aus Sierra Leone zurückzog. Im Januar 2023 wurde der Ausbau der Strecke vom Hafen Pepel nach Tonkolili bekanntgegeben.